# Tiếng Nạp Mộc Y
Tiếng Nạp Mộc Y (/na54 mʑi54/) là ngôn ngữ thuộc nhóm ngôn ngữ Nạp thuộc ngữ tộc Tạng-Miến được sử dụng bởi khoảng 10.000 người, chủ yếu tại phía Nam tỉnh Tứ Xuyên, Trung Quốc (tại các huyện Mộc Lý và Miện Ninh). Theo Tôn Hoàng Khai (2001) và Guillaume Jacques (2011), tiếng Nạp Mộc Y được phân loại vào nhóm ngôn ngữ Khương. Ngôn ngữ này bị đe dọa và hàng năm số lượng người nói giảm vì nhiều thanh thiếu niên không sử dụng. Vì vậy, họ nói phương ngữ Tứ Xuyên của tiếng Quan thoại thay cho ngôn ngữ này.

## Phân bố địa lý
Tiếng Nạp Mộc Y được sử dụng tại bốn ngôi làng ở phía Nam Tứ Xuyên:
- dʐә11 qu11: Đại Thủy 大水村, Dân Thăng 民胜鄉, Tây Xương (80 người)
- dʑa53 qa53 tu11: Hương Thủy 響水村, Hương Thủy 響水鄉, Tây Xương (800 người)
- ɕa11 ma11 khu53: Đông Phong 東風村, Trạch Viễn 澤遠鄉, Miện Ninh (560 người)
- ʂa44 pa53: Lão Nha 老鴉村, Sa Bá 沙壩鎮, Miện Ninh (290 người)

Ngôn ngữ này còn được sử dụng tại các huyện Mộc Lý và Diêm Nguyên thuộc châu tự trị Lương Sơn và huyện Cửu Long thuộc châu tự trị Garzê.

## Phương ngữ
Tiếng Nạp Mộc Y được chia thành hai phương ngữ khác nhau, một phương ngữ sử dụng tại Mộc Lý, còn lại một phương ngữ sử dụng tại Miện Ninh. Sự khác biệt chủ yếu của hai phương ngữ này là âm vị học, trong đó phương ngữ Miện Ninh và Diêm Nguyên có ít cụm phụ âm hơn so với phương ngữ Cửu Long và Mộc Lý.

## Ngữ âm
Tiếng Nạp Mộc Y có 40 phụ âm đầu và 10 nguyên âm. Tuy nhiên không có độ dài nguyên âm, mặc dù các người nói đôi khi có thể kéo dài một nguyên âm tại âm tiết đầu để nhấn mạnh một từ.
|          |           | Môi-môi  | Môi-môi | Lợi | Lợi | Quặt lưỡi | Ngạc cứng | Ngạc mềm | Tiểu thiệt | Thanh hầu |
| thường   | rung      | thường   | rung    |     |     | Quặt lưỡi | Ngạc cứng | Ngạc mềm | Tiểu thiệt | Thanh hầu |
| -------- | --------- | -------- | ------- | --- | --- | --------- | --------- | -------- | ---------- | --------- |
| Mũi      | Mũi       | m        |         | n   |     |           | ɲ         | ŋ        |            |           |
| Tắc      | vô thanh  | p        | pʙ      | t   | tʙ  |           |           | k        | q          | (ʔ)       |
| Tắc      | hữu thanh | b        | bʙ      | d   | dʙ  |           |           | ɡ        | ɢ          |           |
| Tắc      | bật hơi   | pʰ       |         | tʰ  |     |           |           | kʰ       | qʰ         |           |
| Tắc-xát  | vô thanh  |          |         | t͡s  |     | tʂ        | t͡ɕ        |          |            |           |
| Tắc-xát  | hữu thanh |          |         | d͡z  |     | dʐ        | d͡ʑ        |          |            |           |
| Tắc-xát  | bật hơi   | pʰ͡s, pʰ͡ʂ |         | t͡sʰ |     | tʂʰ       | t͡ɕʰ       |          |            |           |
| Xát      | vô thanh  | f        |         | s   |     | ʂ         |           | x        | χ          |           |
| Xát      | hữu thanh | v        |         | z   |     | ʐ         |           |          | ʁ          | ɦ         |
| Tiếp cận | vô thanh  |          |         | l̥   |     |           |           |          |            |           |
| Tiếp cận | hữu thanh | w        |         | l   |     |           | j         |          |            |           |